# Casa della storia

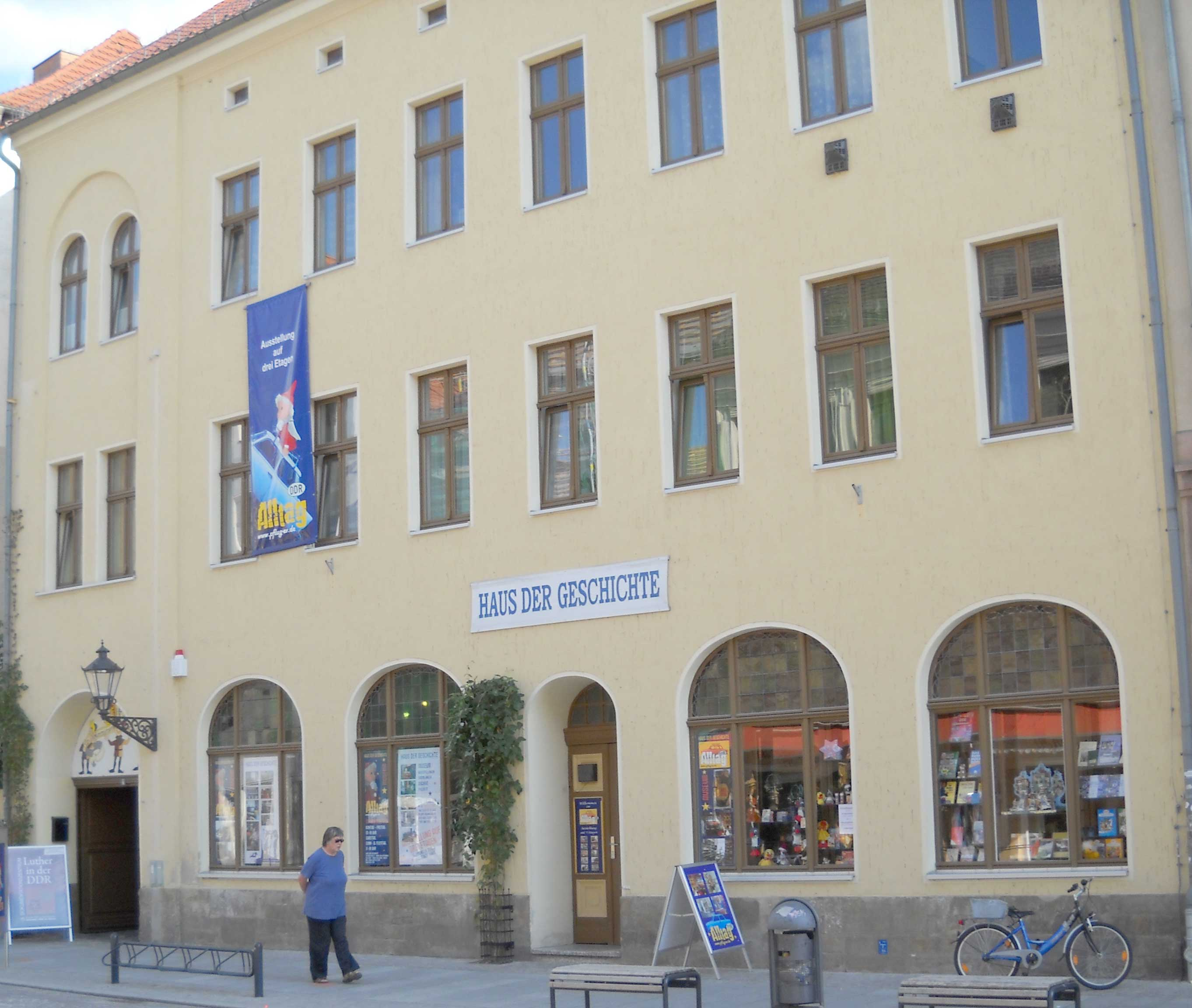
La Casa della storia

La Casa della storia (a Wittenberg, Sassonia-Anhalt) è un centro di documentazione dedicato alla storia della vita quotidiana in Germania centrale nel XX secolo e nell'Età contemporanea, con attenzione speciale alle fasi della Repubblica Democratica Tedesca (DDR) e dell'occupazione sovietica. L'istituzione racchiude in sé un museo storico-etnografico e un archivio.

## Il museo
L'esposizione museale comprende 20 ricostruzioni con oggetti originali d'epoca di contesti interni “tipo” (principalmente domestici ma anche scolastici, commerciali e ricreativi) dagli anni '20 agli anni '80 del secolo scorso. L'intento è di offrire un percorso di visita tridimensionale attraverso le sale arredate alla stregua di ambienti abitati, e rendere tangibili anche aspetti immateriali del vissuto quotidiano storico, quali atmosfera, percezione ed estetica degli spazi.

### Le mostre permanenti
Gran parte della mostra permanente è dedicata al vivere quotidiano nella Repubblica Democratica Tedesca (DDR), al quale si ascrivono le sale espositive con le riproduzioni dei seguenti ambienti:
- Stanza dei bambini degli anni '70;
- Sala da pranzo degli anni '50;
- Cucina degli anni '60;
- Sala da pranzo degli anni '60;
- Stanza da bagno degli anni '70;
- Sala da pranzo degli anni '70;
- Camera da letto degli anni '70;
- Cucina degli anni '70;
- Sala da pranzo degli anni '80;
- Cucina degli anni '80;
- Ristorante degli anni ´70-´80;
- Emporio degli anni ´70-´80;
- Bar-Discoteca degli anni ´70-´80;
- Stanza da letto di un adolescente degli anni '70-'80.

Le esposizioni dedicate ad altre fasi cronologiche sono:
- Cucina degli anni '20;
- Cucina degli anni '40;
- Stanza polifunzionale del 1949, destinata ad una famiglia tedesca espulsa dai territori est-europei nel secondo dopoguerra;
- Sala da pranzo degli ospiti degli anni '40.

A queste si aggiungono due mostre a carattere cronologico trasversale, la prima sui giocattoli e l'infanzia, la seconda (inaugurata nel 2007) sulla convivenza quotidiana di russi e tedeschi nelle zone di occupazione sovietica in Germania centrale dal 1945 al 1992.

### Le mostre temporanee
Nelle mostre temporanee è ulteriormente sviluppato il caratteristico concetto didattico-espositivo del museo. Il quadro cronologico comprende principalmente il XX secolo e, in alcuni casi, anche il XIX secolo. Oltre ad illustrare le varie sfaccettature della vita quotidiana, le esposizioni temporanee si propongono di coglierne anche la dimensione politica e sociale in approfondimento alle mostre permanenti.
Titoli e temi delle mostre temporanee:
- “Seconda Casa”. Fuga, trasferimento e integrazione dei tedeschi in Sassonia-Anhalt al termine della Seconda Guerra Mondiale
- ”Tra il rifugio anti-bomba e la foto di Stalin”. La città e la regione di Wittenberg nel 1945
- ”Good Bye DDR…”
- ”Giocattoli nella Repubblica Democratica Tedesca”
- ”Telegrafia”
- ”Hast'e Töne”. 100 anni di radio, moda e telefonia
- ”L'arte del manifesto nella Repubblica Democratica Tedesca”

## L'archivio
Nell'archivio della Casa della Storia di Lutherstadt Wittenberg sono conservati e schedati circa 19.000 documenti (atti ufficiali, certificati, attestati, etc...), circa 15.000 esemplari tra quotidiani, riviste e brochure, circa 29.000 fotografie (in originale o in copia), in gran parte consultabili anche in formato digitale. Tali documenti, entrati a far parte dell'archivio in seguito a prestiti o donazioni, costituiscono testimonianze originali degli aspetti della vita quotidiana a Wittenberg e dintorni nel Ventesimo secolo. Il metodo di archiviazione è per sezioni tematiche diacroniche.

## Servizi
- Visite guidate (in tedesco)
- Audioguide (in tedesco e in inglese)
- Museum Shop